# كاتي كانون
كاتي كانون (بالإنجليزية: Katie Geneva Cannon)‏ هي ثيولوجية أمريكية، ولدت في 2 فبراير 1949، وتوفيت في 8 أغسطس 2018.